# Prismă pentagonală

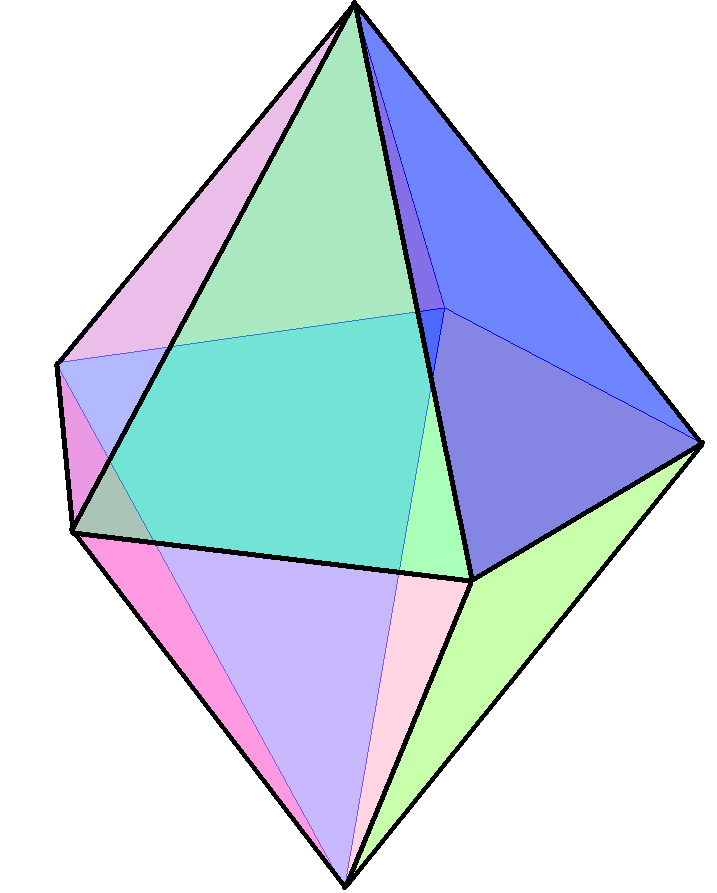
Dual: bipiramida pentagonală

În geometrie prisma pentagonală este o prismă cu baza pentagonală. Este un tip de heptaedru cu 7 fețe, 15 laturi și 10 vârfuri.
Prisma pentagonală uniformă are indicele de poliedru uniform U76c.

## Ca poliedru semiregulat (sau uniform)
Dacă fețele sunt toate regulate, prisma pentagonală este un poliedru semiregulat, mai general, un poliedru uniform, fiind a treia într-un set infinit de prisme formate din fețe laterale pătrate și două baze poligoane regulate. Poate fi văzut ca un hosoedru pentagonal trunchiat, reprezentat de simbolul Schläfli t{2,5}. Alternativ, poate fi văzut ca produsul cartezian al unui pentagon regulat și al unui segment, și reprezentat prin produsul {5}×{}. Dualul unei prisme pentagonale este o bipiramidă pentagonală.
Grupul de simetrie al unei prisme pentagonale drepte este D5h de ordinul 20. Grupul de rotație este D5 de ordinul 10.

## Formule
Ca la toate prismele, aria totală A este de două ori aria bazei (Ab) plus aria laterală, iar volumul V este produsul dintre aria bazei și înălțimea (distanța dintre planele celor două baze) h.
Pentru o prismă cu baza pentagonală regulată cu latura a, aria A are formula:
{\displaystyle A=2A_{b}+5ah=2\cdot 5{\frac {a^{2}}{4\tan {\frac {\pi }{5}}}}+5ah\approx 3,4409548\,a^{2}+5ah}
Pentru a = 1 și h = 1 aria este 8,8809548.
Formula volumului V este:
{\displaystyle V=A_{b}h=5{\frac {a^{2}}{4\tan {\frac {\pi }{5}}}}h}
Pentru a = 1 și h = 1 volumul este 1,7204774.

## Utilizare
Prisme pentagonale neuniforme, numite pentaprisme, sunt folosite în optică pentru a roti o imagine cu un unghi drept fără a-i schimba chiralitatea.

### În 4-politopuri
Prismele pentagonale există ca celule ale patru 4-politopuri uniforme neprismatice:
| 600-celule cantelat · | 600-celule cantitrunchiat · | 600-celule runcinat · | 600-celule runcitrunchiat · |
|                       |                             |                       |                             |

## Poliedre înrudite

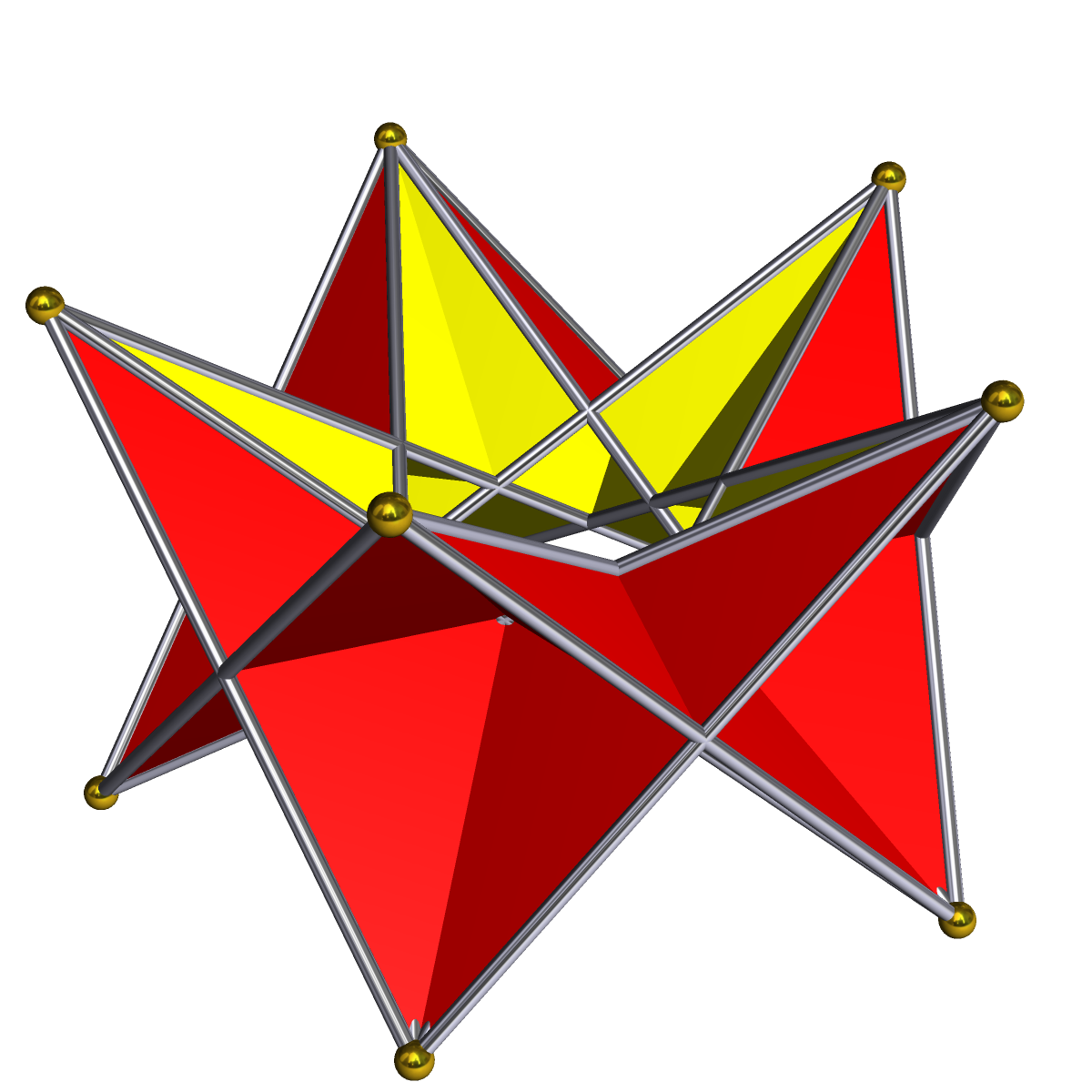
Stefanoidul pentagonal are simetrie diedrală pentagonală și are aceleași vârfuri ca și prisma pentagonală uniformă

| Familia prismelor n-gonale uniforme | Familia prismelor n-gonale uniforme | Familia prismelor n-gonale uniforme | Familia prismelor n-gonale uniforme | Familia prismelor n-gonale uniforme | Familia prismelor n-gonale uniforme | Familia prismelor n-gonale uniforme | Familia prismelor n-gonale uniforme | Familia prismelor n-gonale uniforme | Familia prismelor n-gonale uniforme | Familia prismelor n-gonale uniforme | Familia prismelor n-gonale uniforme | Familia prismelor n-gonale uniforme | Familia prismelor n-gonale uniforme |
| Denumirea prismei                   | Prismă digonală                     | Prismă triunghiulară                | Prismă tetragonală                  | Prismă pentagonală                  | Prismă hexagonală                   | Prismă heptagonală                  | Prismă octogonală                   | Prismă eneagonală                   | Prismă decagonală                   | Prismă endecagonală                 | Prismă dodecagonală                 | ...                                 | Prismă apeirogonală                 |
| ----------------------------------- | ----------------------------------- | ----------------------------------- | ----------------------------------- | ----------------------------------- | ----------------------------------- | ----------------------------------- | ----------------------------------- | ----------------------------------- | ----------------------------------- | ----------------------------------- | ----------------------------------- | ----------------------------------- | ----------------------------------- |
| Imagine                             |                                     |                                     |                                     |                                     |                                     |                                     |                                     |                                     |                                     |                                     |                                     | ...                                 |                                     |
| Pavare sferică                      |                                     |                                     |                                     |                                     |                                     |                                     |                                     |                                     |                                     |                                     |                                     | Pavare plană                        |                                     |
| Config. vârfului                    | 2.4.4                               | 3.4.4                               | 4.4.4                               | 5.4.4                               | 6.4.4                               | 7.4.4                               | 8.4.4                               | 9.4.4                               | 10.4.4                              | 11.4.4                              | 12.4.4                              | ...                                 | ∞.4.4                               |
| Diagramă Coxeter                    |                                     |                                     |                                     |                                     |                                     |                                     |                                     |                                     |                                     |                                     |                                     | ...                                 |                                     |